# 阿尔格农河
阿尔格农河（法語：Arguenon，法語發音：[aʁɡənɔ̃]）是法国布列塔尼大区阿摩尔滨海省的一条沿海河流，长53.36千米，发源自勒古赖，于滨海圣雅屈附近流入英吉利海峡。